# 小吕西尼昂
小吕西尼昂（法語：Lusignan-Petit，法語發音：[lyziɲɑ̃ pəti]）是法国洛特-加龙省的一个市镇，属于阿让区。

## 地理
小吕西尼昂（44°16'16"N, 0°31'28"E）面积7.35 平方千米，位于法国新阿基坦大区洛特-加龍省，该省份为法国西南部内陆省份，北起多爾多涅省，西接吉倫特省和朗德省，南至热尔省，东临塔恩-加龙省和洛特省。
与小吕西尼昂接壤的市镇（或旧市镇、城区）包括：克莱蒙代苏、弗雷日蒙、马达扬、普赖萨斯、圣伊莱尔-德吕西尼昂。

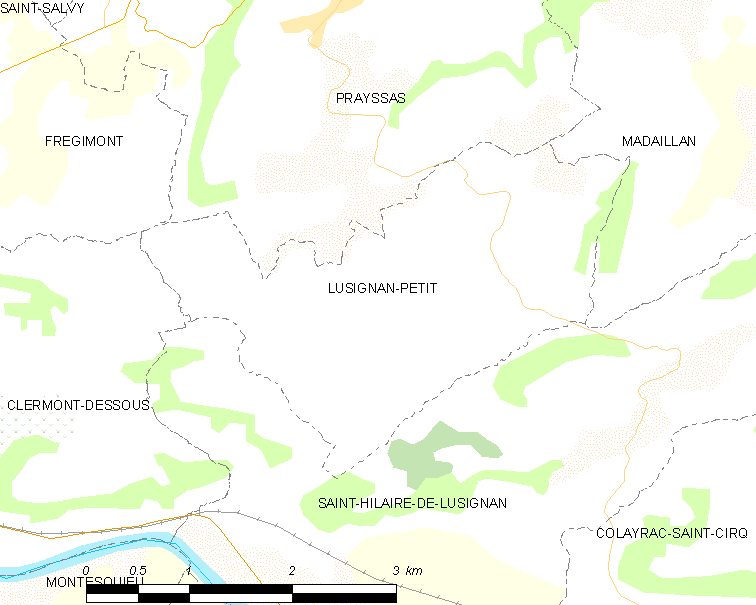
小吕西尼昂的OSM定位图

小吕西尼昂的时区为UTC+01:00、UTC+02:00（夏令时）。

## 行政
小吕西尼昂的邮政编码为47360，INSEE市镇编码为47154。

## 政治
小吕西尼昂所属的省级选区为汇流县。

## 人口

1962-2008年间小吕西尼昂人口变化图示

小吕西尼昂于2022年1月1日时的人口数量为363人。